# النقد في البرية
النقد في البرية: دراسة الأدب اليوم هو عمل نقدي مكتوب صدر عام 1980 للناقد الأدبي جيفري هارتمان، أستاذ الأدب المقارن في جامعة ييل. يدعو هارتمان في الكتاب إلى أخذ النقد الأدبي على محمل الجد شكلًا من أشكال الأدب الإبداعي في حد ذاته، ويناقش الصعوبات التي يواجهها أساتذة الأدب في الجامعة الأمريكية المعاصرة.

## نظرة عامة
يؤكد هارتمان أن أعمالًا مثل غلاس [الإنجليزية] لجاك دريدا، و«وقت الإغلاق» لنورمان أو. براون، و سارتور ريسارتوس [الإنجليزية] لتوماس كارلايل، و بيوغرافيا ميتاري [الإنجليزية] لصامويل تايلور كوليردج، تمثل تيارًا من النقد الأدبي الذي يتسم بالإبداع والتميز مثل الأعمال الأساسية التي درسها النقاد وكتبوا عنها تاريخيًا.
يُسلّط هارتمان الضوء على المعضلة الأخلاقية التي يواجهها أساتذة الأدب. فمن ناحية، يناضلون من أجل زرع قيم إنسانية وفكرية في طلابهم، مثل العدالة والحرية والمساواة. ومن ناحية أخرى، يدركون أن طلابهم سيتخرجون ليشغلوا مناصب قيادية في شبكات السلطة التي قد تتعارض مع هذه القيم.
في عام 2007، نشرت مطبعة جامعة ييل طبعة ثانية من الكتاب، تضمنت هذه الطبعة مقدمة جديدة كتبها هايدن وايت، وهو مؤرخ فكري أمريكي بارز.

## الاستقبال
نال كتاب "النقد في البرية" استقبالًا نقديًا إيجابيًا واسع النطاق في الصحافة الأكاديمية.
كتبت هارييت ريتفو [الإنجليزية]، في مجلة مراجعة الثلاثة بنسات [الإنجليزية] الأدبية، مُشيدة بالكتاب :«يرفض هارتمان بشكل قاطع التمييز بين الأدب والنقد. وبدلاً من ذلك، يؤكد أن كلاهما نوع من "الكتابة". في المجلد بأكمله، يتناوب الكاتب بين تحليل أو "قراءة" الأعمال الأدبية التقليدية والنقد دون أي تغيير واضح في الأسلوب: في أحد الفصول، على سبيل المثال، يناقش زميله هارولد بلوم مع توماس كارلايل. وهو يعترف بأن معظم النقد ثانوي بمعنى أنه يتعلق بالكتابات الأخرى، لكنه يقاوم بشدة الاستنتاج بأن هذا يجعله بالضرورة أقل شأناً. ونتيجة لذلك، تصبح القراءة -عمل النقاد- نشاطًا شاقًا وبطوليًا. فبدلاً من بذل جهد محترم لتكهّن نوايا المؤلف وتفسيرها، أصبح الأمر بمثابة صراع بين المؤلف والقارئ الناقد للسيطرة على العمل. تتضمن النتائج فرصًا موسعة بشكل كبير للألعاب النارية المهمة، وبعض ألعاب هارتمان مذهلة».
أشاد ألكسندر أرغيروس وجيري ألين فليغر بالنقد في البرية في مقال نقدي نُشر في دورية دايتريتيكس [الإنجليزية] المحكمة، وكتبا: «إن عمل هارتمان هو قبل كل شيء، جدل في الأسلوب، وبيان الأسلوب، وتأكيد على حق الناقد في أسلوب أدبي، إلى جانب الرفض الطبيعي لحلم لغة "نقية"" لم تعد تمزج الصور والمعاني».
كتب جيمس مول في مجلة الجماليات والنقد الفني [الإنجليزية]، متسائلًا لماذا لم يكتب هارتمان هذا النوع من العمل النقدي الذي يكسر السياق والذي يحتفل به النقد في البرية: «إن نداء هارتمان النشط من أجل الحق في الانخراط في "نقد إبداعي" أكثر شخصية لا داعي له. من المؤكد أن شكل الكتابة الذي يدافع عنه ليس ثوريًا، كما تشير تعليقاته على كارلايل وإيمرسون وفاليري ودريدا وبلوم. لماذا إذن لم يكتب نوع الكتاب الذي يدعي أنه يرغب في كتابته؟»
كتب ريتشارد بويد هوك، وهو يراجع النقد في البرية في دورية دراسات الخيال الحديث [الإنجليزية] المحكمة، أن «الطالب المتقدم يمكنه أن يجد بعض الأشياء النادرة هنا: مقال عن التعليق الأدبي كأدب، وتحليل لسيكولوجية الناقد، وفصل عن تاريخ النقد العملي، ودفاع إعجابي ضد (وليس الهجوم على) تي إس إليوت، مناقشة مثيرة للاهتمام حول كيفية إخراج والتر بنيامين للنقد من عالم الفن إلى "جميع قطاعات الحياة اليومية"، وبعض التوسعات في "رؤى" هارولد بلوم».
قال أد. نوتال، الذي كتب في صحيفة مراجعة اللغة الحديثة [الإنجليزية]: أن «البروفيسور هارتمان يعرف الكثير ويكتب بشكل أنيق للغاية، مع نوع من الغموض الرائع الذي ينشأ، بشكل غريب، من مبدأ نقدي ثابت. المبدأ هو النظرية الرومانسية القائلة بأن الأدب لغز يتم تدنيسه بالشرح أو إعادة الصياغة». 
أعطت سوزان هاندلمان، بمراجعة الكتاب في دورية دائرة وردزورث [الإنجليزية] المحكمة، التقييم التالي: «إن كتاب هارتمان، قبل كل شيء، هو إعادة تأكيد عاطفي لسلطة الناقد وإبداعه، وحجة لـ "نقد فلسفي" واسع، تكون علاقته بالفن، على حد تعبيره، "تكافلية" وليست "طفيلية"».
كتب بيتر رودنيتسكي في مجلة الأدب العالمي اليوم [الإنجليزية] يُعتبر النقد في البرية «انتصارًا غير مشروط للتأمل والقراءة الفاحصة، فهو في حد ذاته "إظهار للحرية" والذي، وفقًا لجيفري هارتمان، قد يكون "عملاً فنياً" و"عملاً للقراءة". النجاح ببراعة في مهمة الناقد المزدوجة من خلال الاستجابة لـ "الحدث اللغوي الاستثنائي" مع الحفاظ على "نثر المركز"، يعيدنا هارتمان "إلى رؤية أكبر وأكثر قتامة للفن باعتباره سحرًا عقليًا وحربًا وتطهيرًا».
كتب دانييل هيوز في ملاحظات اللغة الحديثة [الإنجليزية] أن «إحدى نقاط القوة في عمل هارتمان دائمًا هي عمق فهمه وسخاء استجابته للنقاد الآخرين. فهو يعمل من خلالها ومن حولها، فيحفظ ما يناسبه، بل ويمدح ما لا يقبله...».
استعرض ريتشارد ليفين كتاب «النقد في البرية» في دورية فقه اللغة الحديثة [الإنجليزية] الأدبية، وكتب « [هو] يعد إنجازًا مثيرًا للإعجاب في كثير من النواحي - متعلم بشكل مذهل، ومنخرط بعمق، ومشحون بالطاقة والإثارة، ومكتوب بأسلوب مصقول بدقة وبليغ في كثير من الأحيان. وهو أيضًا كتاب صعب للغاية ولا يقدم سوى القليل من التنازلات لقرائه».
كتبت سارة لاوال، وهي تراجع كتاب في دورية الأدب المقارن، أنه «يتضح من النقد في البرية أن هارتمان (خاصة في "القطع الجدلية" الثلاثة في النهاية) يرى نفسه مبشرًا بإعادة رؤية إنسانية معاصرة تمزج بين الوعي التحليلي والإبداعي، والتراث الإنجليزي الأمريكي والأوروبي القاري».
ومضت لاوال تقول أن «الميزة الكبرى لهذه الدراسة هي الطريقة التي تنتقل بها من توضيح الطبيعة العرضية للقراءة ("عمل القراءة" النموذجي) إلى فهم الوعي الإبداعي باعتباره الذي يمنحنا الهوية، ويضعنا في الزمن والثقافة. إن قراءة هارتمان بحد ذاتها مثالية: أي أنها مثال على قراءة سريعة الاستجابة للنصوص الأدبية والنقدية المتعلقة بمشكلة الفهم الإنساني الفردي».
كتب شولي بارزيلاي و{وإو|تر=Morton W. Bloomfield|عر=مورتون بلومفيلد}} في دوية التاريخ الأدبي الجديد [الإنجليزية] «إن عملية الكتابة نفسها، "مسألة الأسلوب النقدي"، هي إحدى الاهتمامات الجدلية الرئيسية في كتاب جيفري هارتمان "النقد في البرية". في مقالاته، لا ينتقد هارتمان خضوع النقد للأدب مرارًا وتكرارًا فحسب، بل ينتقد أيضًا ملل اللياقة الأسلوبية التي تهبط بالنقد إلى مستوى المحادثة الرسمية».

### فهرس
1. ↑  إيكو، صفحة 86
2. ↑  Ritvo 1982، صفحة 9
3. ↑  Argyros & Flieger 1987، صفحة 54
4. ↑  Mall 1981، صفحة 228
5. ↑  Hauck 1981، صفحات 388-389
6. ↑  Nuttall 1982، صفحة 439
7. ↑  Handelman 1981، صفحات 202-203
8. ↑  Rudnytsky 1981، صفحة 538
9. ↑  Hughes 1981، صفحة 1137
10. ↑  Levin 1982، صفحة 340
11. ↑  Lawall 1982، صفحة 177
12. ↑  Lawall 1982، صفحة 181
13. ↑  Barzilai & Bloomfield 1986، صفحة 166

### المعلومات الكاملة للمراجع
- إيكو، أمبرتو. التأويل والتأويل المفرط. ترجمة: الحلواني، ناصر. دار الإنماء الحضاري.

- Argyros، Alexander؛ Flieger، Jerry Aline (Spring 1987). "Hartman's Contagious Orbit: Reassessing Aesthetic Criticism. A review of Criticism in the Wilderness: The Study of Literature Today by Geoffrey Hartman; Deconstruction and the Question of the Text by Geoffrey Hartman; Psychoanalysis and the Question of the Text by Geoffrey Hartman; Saving the Text:Literature/Derrida/Philosophy by Geoffrey Hartman". Diacritics. ج. 17 ع. 1: 52–69. DOI:10.2307/464767. JSTOR:464767.
- Atkins، G. Douglas (1990). Geoffrey Hartman: Criticism as Answerable Style. London: Routledge. ص. 141. ISBN:0-415-02094-8.
- Barzilai، Shuli؛ Bloomfield، Morton W. (1986). "New Criticism and Deconstructive Criticism, or What's New?". New Literary History. ج. 18 ع. 1: 151. DOI:10.2307/468660. JSTOR:468660.
- Detweiler، Robert (سبتمبر 1982). "Review of Criticism in the Wilderness: The Study of Literature Today". The South Atlantic Review. ج. 47 ع. 3: Convention Program Issue: 83–86. DOI:10.2307/3199274. JSTOR:3199274.
- Dorenkamp، Angela (Winter 1980). "Review of Criticism in the Wilderness: The Study of Literature Today". CrossCurrents. ج. 30 ع. 4: 459–461. JSTOR:24458127.
- Graff، Gerald (2007). Professing Literature: An Institutional History (ط. Twentieth Anniversary). Chicago: University of Chicago Press. ص. 247, 303. ISBN:978-0-226-30559-2.
- Handelman، Susan (Summer 1981). "Review of Criticism in the Wilderness: The Study of Literature Today by Geoffrey Hartman". The Wordsworth Circle. ج. 12 ع. 3: 202–206. DOI:10.1086/TWC24040603. JSTOR:24040603.
- Hartman، Geoffrey (1980). Criticism in the Wilderness: The Study of Literature Today. New Haven: Yale University Press. ISBN:0-300-02085-6.
- Hartman، Geoffrey (5 أبريل 1981). "How Creative Should Literary Criticism Be?". The New York Times. اطلع عليه بتاريخ 2019-06-11.
- Hauck، Richard Boyd (Summer 1981). "Review of Criticism in the Wilderness: The Study of Literature Today by Geoffrey H. Hartman; Edges of Extremity: Some Problems of Literary Modernism, University of Tulsa Monograph Series, No. 17 by Kingsley Widmer; Language in Modern Literature: Innovation and Experiment by Jacob Korg; The Comedy of Language: Studies in Modern Comic Literature by Fred Miller Robinson". Modern Fiction Studies. ج. 27 ع. 2: 388–391. JSTOR:26280713.
- Hughes، Daniel (ديسمبر 1981). "Review of Criticism in the Wilderness and Saving the Text by Geoffrey Hartman". Modern Language Notes. ج. 96 ع. 5: Comparative Literature: 1134–1148. JSTOR:2906241.
- Johnston، Kenneth (سبتمبر 1981). "Review of Criticism in the Wilderness: The Study of Literature Today and The Humanities in American Life: Report of the Commission on the Humanities". College English. ج. 43 ع. 5: 471–482, 487–489. DOI:10.2307/377068. JSTOR:377068.
- Lawall، Sarah (Spring 1982). "Review of Criticism in the Wilderness: The Study of Literature Today". Comparative Literature. ج. 34 ع. 2: 177–181. DOI:10.2307/1770764. JSTOR:1770764.
- Levin، Richard (فبراير 1982). "Review of Criticism in the Wilderness: The Study of Literature Today". Modern Philology. ج. 79 ع. 3: 340–346. DOI:10.1086/391152. JSTOR:437165.
- Mall، James (Winter 1981). "Review of Criticism in the Wilderness: The Study of Literature Today". The Journal of Aesthetics and Art Criticism. ج. 40 ع. 2: 227–229. DOI:10.2307/430424. JSTOR:430424.
- Nuttall، A.D. (أبريل 1982). "Review of Criticism in the Wilderness: The Study of Literature Today". The Modern Language Review. ج. 77 ع. 2: 439–440. DOI:10.2307/3726844. JSTOR:3726844.
- "Review of Criticism in the Wilderness". Poetics Today. ج. 3 ع. 1: Types of the Novel, Semiotics of Social Discourse: 197. Winter 1982. DOI:10.2307/1772221. JSTOR:1772221.
- Regier، W. G. (1981). "Review of Criticism in the Wilderness: The Study of Literature Today by Geoffrey Hartman; Saving the Text: Literature/Derrida/Philosophy by Geoffrey Hartman". SubStance. ج. 10:3 ع. 32: Versions: Feminisms': A Stance of One's Own: 86–90. DOI:10.2307/3684094. JSTOR:3684094.
- Ritvo، Harriet (Summer 1982). "Darkness Visible: Review of Criticism in the Wilderness: The Study of Literature Today by Geoffrey Hartman and After the New Criticism by Frank Lentricchia". The Threepenny Review ع. 10: 8–9. JSTOR:4383116.
- Rudnytsky، Peter (Summer 1981). "Review of Criticism in the Wilderness: The Study of Literature Today". World Literature Today. ج. 55 ع. 3: Varia Issue: 537–538. DOI:10.2307/40136848. JSTOR:40136848.
- White، Debra Elise (2014). Ferguson، Frances؛ Goodman، Kevis (المحررون). "About Geoffrey Hartman: Materials for a Study of Intellectual Influence". Philological Quarterly. ج. 93 ع. 2: 232–236.